# Disocactus

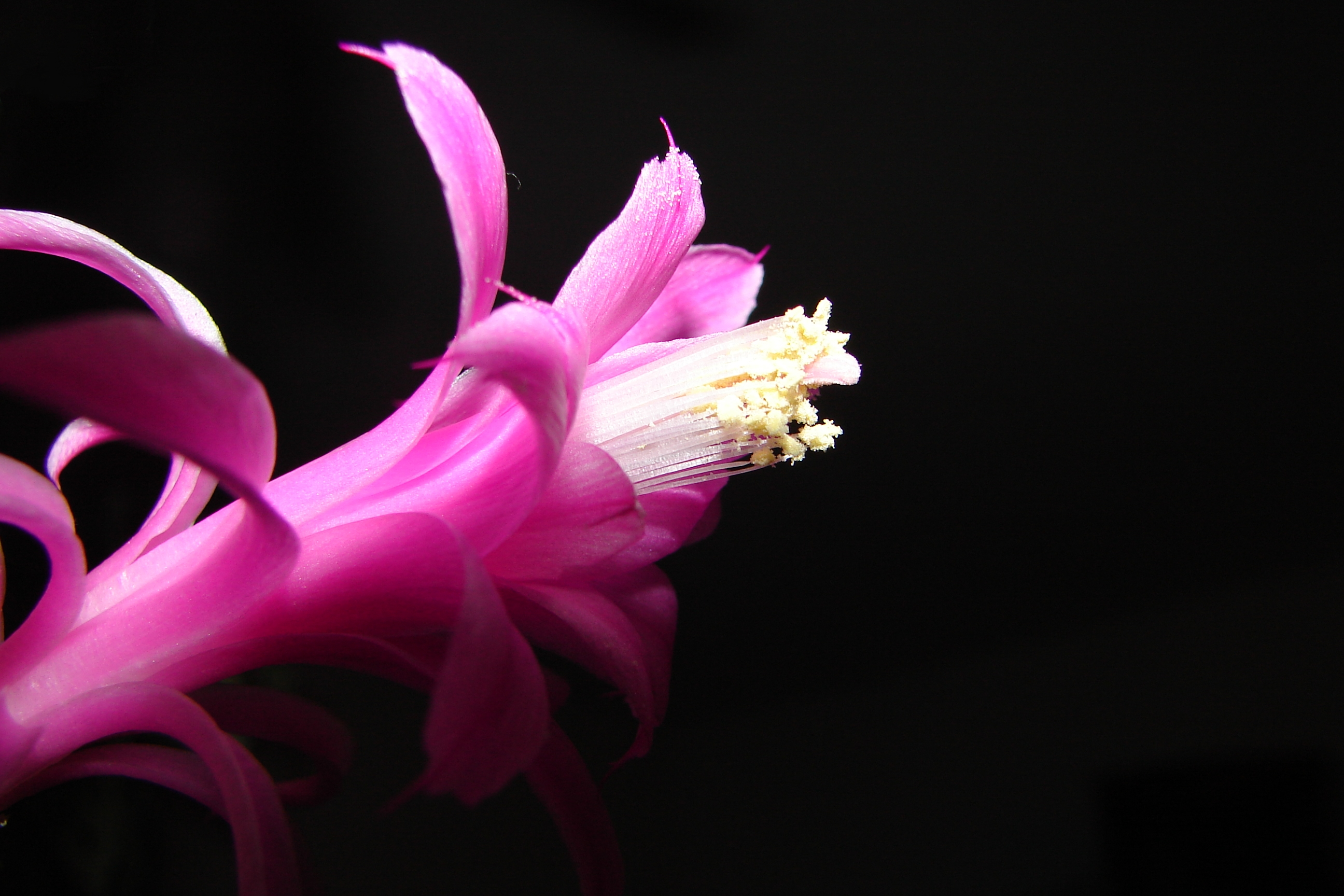
Blüte des Disocactus flagelliformis

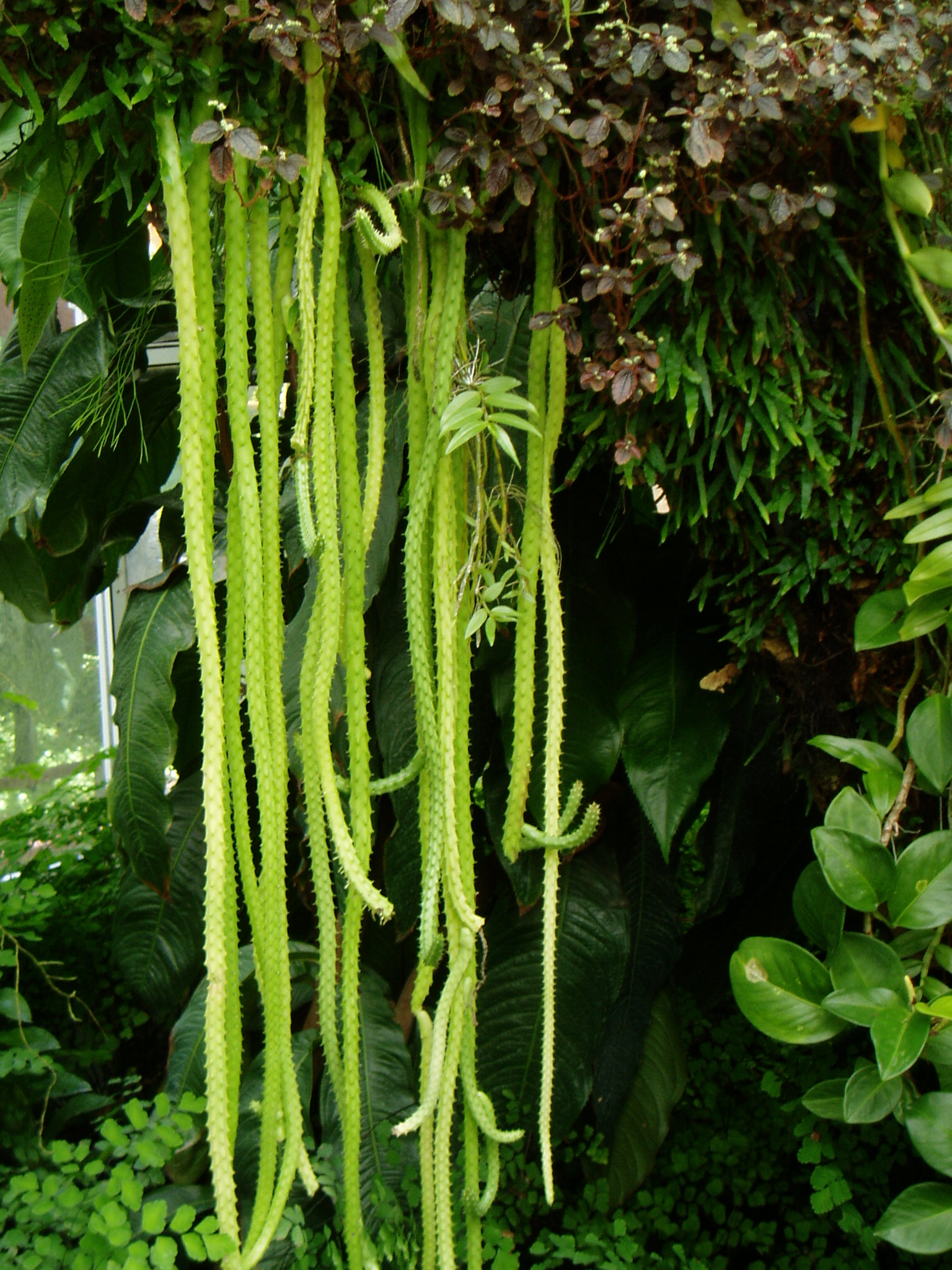
Habitus von Disocactus flagelliformis.

Disocactus ist eine Pflanzengattung in der Familie der Kakteengewächse (Cactaceae). Der botanische Name leitet sich von den griechischen Wörtern δίς dis für „zweimal“ und ίσος isos für „gleich“ ab. Er verweist auf die blattartig abgeflachten (zwei-gleichseitigen) Triebe.

## Beschreibung
Die Arten der Gattung Disocactus wachsen epiphytisch oder lithophytisch und sind strauchig. Die Triebe sind gerippt oder abgeflacht und blattartig. Der nahe der Basis drehrunde Haupttrieb ist nur oben abgeflacht, während die Seitentriebe vollständig abgeflacht sind. Die darauf befindlichen Dornen sind borstig oder fehlen.
Die großen, sich am Tag öffnenden Blüten erscheinen einzeln oder selten zu mehreren aus einer Areole. Sie sind von unterschiedlicher Form und Größe. Die Blüten sind trichter- oder röhrenförmig, manchmal zygomorph und nur selten radförmig. Sie sind leuchtend rot, rosa-orange, hellgelb gefärbt oder weiß. Die Staubblätter stehen oft in zwei Reihen, wobei die oberen manchmal einen deutlichen Schlundkreis bilden.
Es werden beerenartige Früchte gebildet, die fast kahl oder mit wenigen kleinen Schuppen bedeckt sind. Sie enthalten breit eiförmige Samen von 1,5 bis 2,4 Millimeter Länge und 1 bis 1,7 Millimeter Breite. Die Samen sind braunschwarz bis fast schwarz und sind glänzend oder seltener etwas matt.

## Systematik und Verbreitung
Die Gattung Disocactus ist hauptsächlich in Mittelamerika, aber auch in Mexiko, der Karibik und im Norden Südamerikas verbreitet.
Die Erstbeschreibung wurde 1845 von John Lindley veröffentlicht. Die Typusart der Gattung ist Disocactus biformis (Lindl.) Lindl.

### Systematik nach N.Korotkova et al. (2021)
Die Gattung umfasst folgenden Arten:
- Disocactus ackermannii (Haw.) Ralf Bauer
  - Disocactus ackermannii subsp. ackermannii
  - Disocactus ackermannii subsp. conzattianus (T.MacDoug.) Ralf Bauer
- Disocactus anguliger (Lem.) M.A.Cruz & S.Arias
- Disocactus aurantiacus (Kimnach) Barthlott
- Disocactus biformis (Lindl.) Lindl.
- Disocactus crenatus (Lindl.) M.A.Cruz & S.Arias
  - Disocactus crenatus subsp. crenatus
  - Disocactus crenatus subsp. kimnachii (Bravo ex Kimnach) M.A.Cruz & S.Arias
- Disocactus eichlamii (Weing.) Britton & Rose
- Disocactus kimnachii G.D.Rowley
- Disocactus lepidocarpus (F.A.C.Weber) M.A.Cruz & S.Arias
- Disocactus lodei Veliz, L.Velásquez & R.Puente
- Disocactus macdougallii (Alexander) Barthlott
- Disocactus macranthus (Alexander) Kimnach & Hutchison
- Disocactus nelsonii (Britton & Rose) Linding.
  - Disocactus nelsonii subsp. hondurensis (Kimnach) Doweld
  - Disocactus nelsonii subsp. nelsonii
- Disocactus phyllanthoides (DC.) Barthlott
- Disocactus quezaltecus (Standl. & Steyerm.) Kimnach
- Disocactus salvadorensis Cerén, Menjívar & S.Arias
- Disocactus speciosus (Cav.) Barthlott
  - Disocactus speciosus subsp. bierianus Ralf Bauer
  - Disocactus speciosus subsp. blomianus (Kimnach) Ralf Bauer
  - Disocactus speciosus subsp. cinnabarinus (Eichlam ex Weing.) Ralf Bauer
  - Disocactus speciosus subsp. heterodoxus (Standl. & Steyerm.) M.A.Cruz & S.Arias
  - Disocactus speciosus subsp. speciosus

Synonyme der Gattung sind Cereus subsect. Heliocereus A.Berger (1905), Heliocereus (A.Berger) Britton & Rose (1909), Chiapasia Britton & Rose (1923), Nopalxochia Britton & Rose (1923), Mediocereus Frič & Kreuz. (1935, nom. illeg.), Trochilocactus Linding. (1942), Bonifazia Standl. & Steyerm. (1944), Lobeira Alexander (1944), Pseudonopalxochia Backeb. (1958), ×Disheliocereus G.D.Rowley (1982) und ×Disochia G.D.Rowley (1982).

### Systematik nach N.Korotkova, Borsch und S.Arias (2017)
In ihrer Synopsis der Tribus Hylocereeae akzeptieren Nadja Korotkova, Thomas Borsch und Salvador Arias 2017 Untergattung Disocactus subg. Aporocactus (Lem.) Barthlott als eigenständige Gattung mit den folgenden Arten:
- Aporocactus flagelliformis ≡ Disocactus flagelliformis (L.) Barthlott
- Aporocactus martianus ≡ Disocactus martianus (Zucc. ex Pfeiff.) Barthlott

Ihre Untersuchungen bestätigten die durch Miguel Ángel Cruz, Salvador Arias und Teresa Terrazas erfolgte Umschreibung der Gattung Disocactus.
- Disocactus ackermannii (Haw.) Ralf Bauer
  - Disocactus ackermannii subsp. ackermannii
  - Disocactus ackermannii subsp. conzattianus (T.MacDoug.) Ralf Bauer
- Disocactus anguliger (Lem.) M.A.Cruz & S.Arias
- Disocactus aurantiacus (Kimnach) Barthlott
- Disocactus biformis (Lindl.) Lindl.
- Disocactus crenatus (Lindl.) M.A.Cruz & S.Arias
  - Disocactus crenatus subsp. crenatus
  - Disocactus crenatus subsp. kimnachii (Bravo ex Kimnach) M.A.Cruz & S.Arias
- Disocactus eichlamii (Weing.) Britton & Rose
- Disocactus ×kimnachii ≡ Disocactus kimnachii G.D.Rowley
- Disocactus lepidocarpus ≡ Epiphyllum lepidocarpum (F.A.C.Weber) Britton & Rose
- Disocactus lodei Veliz, L.Velásquez & R.Puente
- Disocactus macdougallii (Alexander) Barthlott
- Disocactus macranthus (Alexander) Kimnach & Hutchison
- Disocactus nelsonii (Britton & Rose) Linding.
  - Disocactus nelsonii subsp. hondurensis (Kimnach) Doweld
  - Disocactus nelsonii subsp. nelsonii
- Disocactus phyllanthoides (DC.) Barthlott
- Disocactus quezaltecus (Standl. & Steyerm.) Kimnach
- Disocactus speciosus (Cav.) Barthlott
  - Disocactus speciosus subsp. bierianus Ralf Bauer
  - Disocactus speciosus subsp. blomianus (Kimnach) Ralf Bauer
  - Disocactus speciosus subsp. cinnabarinus (Eichlam ex Weing.) Ralf Bauer
  - Disocactus speciosus subsp. heterodoxus (Standl. & Steyerm.) M.A.Cruz & S.Arias
  - Disocactus speciosus subsp. speciosus

### Systematik nach Barthlott (1991)
Wilhelm Barthlott gliederte 1991 die Gattung Disocactus in fünf Untergattungen. Zur Gattung gehören die folgenden Arten:
- Untergattung Ackermannia (Schumann) Barthlott
  - Disocactus ackermannii (Haw.) Ralf Bauer
    - Disocactus ackermannii f. candidus (Alexander) Barthlott = Disocactus ackermannii subsp. ackermannii
    - Disocactus ackermannii subsp. ackermannii
    - Disocactus ackermannii subsp. conzattianus (T.MacDoug.) Ralf Bauer

  - Disocactus aurantiacus (Kimnach) Barthlott
  - Disocactus cinnabarinus (Eichlam ex Weing.) Barthlott ≡ Disocactus speciosus subsp. cinnabarinus (Eichlam ex Weing.) Ralf Bauer
  - Disocactus kimnachii G.D.Rowley

- Untergattung Aporocactus (Lem.) Barthlott
  - Disocactus flagelliformis (L.) Barthlott ≡ Aporocactus flagelliformis
  - Disocactus martianus (Zucc. ex Pfeiff.) Barthlott ≡ Aporocactus martianus
  - Disocactus schrankii (Zucc. ex Seitz) Barthlott = Disocactus speciosus subsp. speciosus
  - Disocactus speciosus (Cav.) Barthlott
    - Disocactus speciosus f. amecaensis (Heese) Barthlott
    - Disocactus speciosus f. speciosus

- Untergattung Disocactus
  - Disocactus biformis (Lindl.) Lindl.
  - Disocactus eichlamii (Weing.) Britton & Rose
  - Disocactus macranthus (Alexander) Kimnach & Hutchison
  - Disocactus nelsonii (Britton & Rose) Linding.
    - Disocactus nelsonii var. nelsonii
    - Disocactus nelsonii var. hondurensis Kimnach

  - Disocactus quezaltecus (Standl. & Steyerm.) Kimnach

- Untergattung Nopalxochia (Britton & Rose) Barthlott
  - Disocactus macdougallii (Alexander) Barthlott
  - Disocactus phyllanthoides (DC.) Barthlott

Ohne Zuordnung zu einer Untergattung sind die Hybriden:
- Disocactus ×hybridus
Hybride aus Disocactus phyllanthoides und Disocactus speciosus
- Disocactus ×mallisonii
Hybride aus Disocactus flagelliformis und Disocactus speciosus
- Disocactus ×violaceus
Hybride aus Disocactus ackermannii und Disocactus speciosus

Synonyme der Gattung sind Disisocactus Kunze, Aporocactus Lem., Heliocereus (A.Berger) Britton & Rose, Chiapasia Britton & Rose, Nopalxochia Britton & Rose, Disocereus Frič & Kreuz., Bonifazia Standl. & Steyerm., Lobeira Alexander, Pseudonopalxochia Backeb., Disisorhipsalis Doweld und Aporocereus Frič & Kreuz..

## Nachweise

## Weiterführende Literatur
- Wilhelm Barthlott: Disocactus, Lepismium and Pseudorhipsalis. In: David Hunt, Nigel Taylor (Hrsg.): Notes on miscellaneous genera of Cactaceae. In: Bradleya. Band 9, 1991, S. 81–92 (doi:10.25223/brad.n9.1991.a2).
- Ralf Bauer: A synopsis of the tribe Hylocereceeae F. Buxb. In: Cactaceae Systematics Initiatives. Band 17, 2003, S. 3–63.
- Myron William Kimnach: The genus Disocactus. In: Haseltonia. Band 1, 1993, S. 95–139.